# Poi (行為藝術)
Poi 可以指一種行為藝術，也可以指這種行為藝術所使用的裝備。作為一種行為藝術，poi包含甩動綁重物的拴繩，隨節奏做出幾何圖形。不同材質做出的Poi可以拥有不同的握把、重量，和效果(像是火)。
Poi源自於紐西蘭的毛利人，當地至今仍有這種行為藝術。Poi也被推廣至許多國家，它的快速推廣導致了表演風格、表演工具和"poi"一詞定義的快速演變。

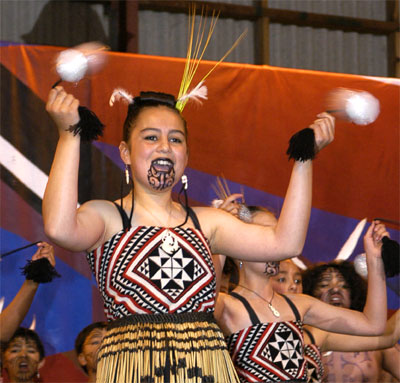
手持Poi的毛利女性